# ملعب اندبينديسيا
ملعب اندبينديسيا (بالبرتغالية: Estádio Independência‏) هو ملعب كرة قدم يقع في بيلو هوريزونتي، ميناس جيراس، البرازيل. تم إنشاؤه سنة 1950 من أجل كأس العالم الذي أقيم في البرازيل. يتسع لـ 23،018 متفرج.

## التسمية
(بالبرتغالية: Independência‏) تعني الاستقلال . تيمنا بيوم الاستقلال في البرازيل الذي يقام سنويا يوم 7 سبتمبر .

## التاريخ
بدأ بناء الملعب في 1947 وافتتح في 1950. تم تجديده في 2010.

## أهم الأحداث التي استضافها
- كأس العالم 1950